# Egipt na Letnich Igrzyskach Olimpijskich 2020
Egipt na Letnich Igrzyskach Olimpijskich 2020 reprezentowało 137 zawodników: 89 mężczyzn i 48 kobiet. Był to 21. start reprezentacji Egiptu na letnich igrzyskach olimpijskich.

## Zdobyte medale[3]
| Medal  | Zawodnik                           | Dyscyplina           | Konkurencja                                | Rezultat                                                                                             | Data       |
| ------ | ---------------------------------- | -------------------- | ------------------------------------------ | --- | ---------- |
| Złoto  | Feryal Abdelaziz                   | Karate               | kumite kobiet waga powyżej 61 kg           | W finałowej walce pokonała reprezentantkę Azerbejdżanu Irina Zaretska                                | 7 sierpnia |
| Srebro | Ahmed El-Gendy                     | Pięciobój nowoczesny | mężczyźni indywidualnie                    | 1477 pkt                                                                                             | 7 sierpnia |
| Brąz   | Hidaja Malak Wahba                 | Taekwondo            | waga do 67 kg kobiet                       | W pojedynku o brązowy medal pokonała reprezentantkę Stanów Zjednoczonych Paige McPherson             | 26 lipca   |
| Brąz   | Seif Eissa                         | Taekwondo            | waga do 80 kg mężczyzn                     | W pojedynku o brązowy medal pokonał reprezentanta Norwegii Richard Ordemann                          | 26 lipca   |
| Brąz   | Muhammad Ibrahim as-Sajjid Ibrahim | Zapasy               | kategoria do 67 kg mężczyzn styl klasyczny | W pojedynku o brązowy medal pokonał reprezentanta Rosyjskiego Komitetu Olimpijskiego Artioma Surkowa | 4 sierpnia |
| Brąz   | Giana Farouk                       | Karate               | Kumite kobiet waga do 61 kg                | W półfinale uległa reprezentantce Chin Yin Xiaoyan                                                   | 6 sierpnia |

## Skład kadry

### Badminton
| Zawodnik                      | Konkurencja        | Faza grupowa                                | Faza grupowa                                 | Faza grupowa                    | Pozycja | 1/8              | Ćwierćfinały     | Półfinały        | Finał            | Finał   | Źródło                          |
| Zawodnik                      | Konkurencja        | Przeciwnik Wynik                            | Przeciwnik Wynik                             | Przeciwnik Wynik                | Pozycja | Przeciwnik Wynik | Przeciwnik Wynik | Przeciwnik Wynik | Przeciwnik Wynik | Pozycja | Źródło                          |
| ----------------------------- | ------------------ | ------------------------------------------- | -------------------------------------------- | ------------------------------- | ------- | ---------------- | ---------------- | ---------------- | ---------------- | ------- | ------------------------------- |
| Doha Hany                     | gra pojedyncza (k) | Chen Yufei 0-2 (5-21, 3-21)                 | Yiğit 0-2 (5-21, 5-21)                       | N\A                             | 3.      | NQ               | NQ               | NQ               | NQ               | 15.     | [ 4 ] [ 5 ] [ 6 ]               |
| Doha Hany Hadia Hosny         | gra podwójna (k)   | Matsumoto Nagahara 0:2 (7-21, 3-21)         | Piek Seinen 0:2 (6-21, 10-21)                | Honderich Tsai 0:2 (5-21, 6-21) | 4.      | N/A              | NQ               | NQ               | NQ               | 9.      | [ 7 ] [ 8 ] [ 5 ] [ 9 ]         |
| Adham Hatem Elgamal Doha Hany | mikst              | Zheng Siwei Huang Yaqiong 0:2 (5-21, 10-21) | Seo Seung-jae Chae Yoo-jung 0:2 (7-21, 3-21) | Tabeling Piek 0:2 (9-21, 4-21)  | 4.      | N/A              | NQ               | NQ               | NQ               | 9.      | [ 7 ] [ 10 ] [ 4 ] [ 8 ] [ 11 ] |

### Boks
| Zawodnik          | Konkurencja               | 1/16             | 1/8              | Ćwierćfinał      | Półfinał         | Finał            | Finał   | Źródło |
| Zawodnik          | Konkurencja               | Przeciwnik Wynik | Przeciwnik Wynik | Przeciwnik Wynik | Przeciwnik Wynik | Przeciwnik Wynik | Miejsce | Źródło |
| ----------------- | ------------------------- | ---------------- | ---------------- | ---------------- | ---------------- | ---------------- | ------- | ------ |
| Abdelrahman Oraby | waga półciężka mężczyzn   | Bye              | Whittaker P 0-5  | NQ               | NQ               | NQ               | 9.      | [ 12 ] |
| Yousry Hafez      | waga superciężka mężczyzn | Bye              | Kunkabayev P 0-5 | NQ               | NQ               | NQ               | 8.      | [ 13 ] |

### Gimnastyka
Mężczyźni
| Zawodnik     | Konkurencja                 | Kwalifikacje | Kwalifikacje | Kwalifikacje | Kwalifikacje | Kwalifikacje | Kwalifikacje | Kwalifikacje | Kwalifikacje | Finał    | Finał    | Finał    | Finał    | Finał    | Finał    | Finał | Finał   | Źródło |
| Zawodnik     | Konkurencja                 | Przyrząd     | Przyrząd     | Przyrząd     | Przyrząd     | Przyrząd     | Przyrząd     | Razem        | Pozycja      | Przyrząd | Przyrząd | Przyrząd | Przyrząd | Przyrząd | Przyrząd | Razem | Pozycja | Źródło |
| Zawodnik     | Konkurencja                 | F            | PH           | R            | V            | PB           | HB           | Razem        | Pozycja      | F        | PH       | R        | V        | PB       | HB       | Razem | Pozycja | Źródło |
| ------------ | --------------------------- | ------------ | ------------ | ------------ | ------------ | ------------ | ------------ | ------------ | ------------ | -------- | -------- | -------- | -------- | -------- | -------- | ----- | ------- | ------ |
| Omar Mohamed | wielobój indywidualnie      | 13,233       | 13,00        | 12,500       | 13,800       | 13,300       | 13,033       | 78,866       | 51.          | NQ       | NQ       | NQ       | NQ       | NQ       | NQ       | NQ    | NQ      | [ 14 ] |
| Omar Mohamed | ćwiczenia wolne             | 13,233       | N/A          | N/A          | N/A          | N/A          | N/A          | 13,233       | 54.          | NQ       | NQ       | NQ       | NQ       | NQ       | NQ       | NQ    | NQ      | [ 14 ] |
| Omar Mohamed | ćwiczenia na poręczach      | N/A          | N/A          | N/A          | N/A          | 13,300       | N/A          | 13,300       | 58.          | NQ       | NQ       | NQ       | NQ       | NQ       | NQ       | NQ    | NQ      | [ 14 ] |
| Omar Mohamed | ćwiczenia na drążku         | N/A          | N/A          | N/A          | N/A          | N/A          | 13,033       | 13,033       | 49.          | NQ       | NQ       | NQ       | NQ       | NQ       | NQ       | NQ    | NQ      | [ 14 ] |
| Omar Mohamed | ćwiczenia na koniu z łękami | N/A          | 13,000       | N/A          | N/A          | N/A          | N/A          | 13,000       | 46.          | NQ       | NQ       | NQ       | NQ       | NQ       | NQ       | NQ    | NQ      | [ 14 ] |
| Omar Mohamed | ćwiczenia na kółkach        | N/A          | N/A          | 12,500       | N/A          | N/A          | N/A          | 12,500       | 66.          | NQ       | NQ       | NQ       | NQ       | NQ       | NQ       | NQ    | NQ      | [ 14 ] |

Kobiety
| Zawodniczka   | Konkurencja             | Kwalifikacje | Kwalifikacje | Kwalifikacje | Kwalifikacje | Kwalifikacje | Kwalifikacje | Finał     | Finał     | Finał     | Finał     | Finał | Finał   | Źródło |
| Zawodniczka   | Konkurencja             | Przyrządy    | Przyrządy    | Przyrządy    | Przyrządy    | Razem        | Pozycja      | Przyrządy | Przyrządy | Przyrządy | Przyrządy | Razem | Pozycja | Źródło |
| Zawodniczka   | Konkurencja             | V            | UB           | BB           | F            | Razem        | Pozycja      | V         | UB        | BB        | F         | Razem | Pozycja | Źródło |
| ------------- | ----------------------- | ------------ | ------------ | ------------ | ------------ | ------------ | ------------ | --------- | --------- | --------- | --------- | ----- | ------- | ------ |
| Zeina Sharaf  | wielobój indywidualnie  | 13,200       | 12,500       | 11,866       | 11,700       | 49,266       | 64.          | NQ        | NQ        | NQ        | NQ        | NQ    | NQ      | [ 15 ] |
| Mandy Mohamed | wielobój indywidualnie  | 13,233       | 11,600       | 11,200       | 12,833       | 48,866       | 67.          | NQ        | NQ        | NQ        | NQ        | NQ    | NQ      | [ 16 ] |
| Zeina Sharaf  | ćwiczenia na poręczach  | N/A          | 12,500       | N/A          | N/A          | 12,500       | 60.          | NQ        | NQ        | NQ        | NQ        | NQ    | NQ      | [ 15 ] |
| Mandy Mohamed | ćwiczenia na poręczach  | N/A          | 11,600       | N/A          | N/A          | 11,600       | 73.          | NQ        | NQ        | NQ        | NQ        | NQ    | NQ      | [ 16 ] |
| Zeina Sharaf  | ćwiczenia na równoważni | N/A          | N/A          | 11,866       | N/A          | 11,866       | 70.          | NQ        | NQ        | NQ        | NQ        | NQ    | NQ      | [ 15 ] |
| Mandy Mohamed | ćwiczenia na równoważni | N/A          | N/A          | 11,200       | N/A          | 11,200       | 82.          | NQ        | NQ        | NQ        | NQ        | NQ    | NQ      | [ 16 ] |
| Zeina Sharaf  | ćwiczenia wolne         | N/A          | N/A          | N/A          | 11,700       | 11,700       | 78.          | NQ        | NQ        | NQ        | NQ        | NQ    | NQ      | [ 15 ] |
| Mandy Mohamed | ćwiczenia wolne         | N/A          | N/A          | N/A          | 12,833       | 12,833       | 38.          | NQ        | NQ        | NQ        | NQ        | NQ    | NQ      | [ 16 ] |

### Gimnastyka artystyczna
| Zawodniczka    | Konkurencja            | Eliminacje | Eliminacje | Eliminacje | Eliminacje | Eliminacje | Finał  | Finał | Finał   | Finał   | Finał | Pozycja | Źródło |
| Zawodniczka    | Konkurencja            | Obręcz     | Piłka      | Maczugi    | Skakanka   | Razem      | Obręcz | Piłka | Maczugi | Wstążka | Razem | Pozycja | Źródło |
| -------------- | ---------------------- | ---------- | ---------- | ---------- | ---------- | ---------- | ------ | ----- | ------- | ------- | ----- | ------- | ------ |
| Habiba Marzouk | wielobój indywidualnie | 21,700     | 22,150     | 21,100     | 8,400      | 73,350     | NQ     | NQ    | NQ      | NQ      | NQ    | 25.     | [ 17 ] |

| Zawodniczki                                                   | Konkurencja      | Eliminacje | Eliminacje           | Eliminacje | Eliminacje | Finał   | Finał                | Finał | Pozycja | Źródło |
| Zawodniczki                                                   | Konkurencja      | 5 piłek    | 3 obręcze, 2 maczugi | Razem      | Pozycja    | 5 piłek | 3 obręcze, 2 maczugi | Razem | Pozycja | Źródło |
| Zawodniczki                                                   | Konkurencja      | Wynik      | Wynik                | Razem      | Pozycja    | Wynik   | Wynik                | Razem | Pozycja | Źródło |
| ------------------------------------------------------------- | ---------------- | ---------- | -------------------- | ---------- | ---------- | ------- | -------------------- | ----- | ------- | ------ |
| Login Elsasyed Polina Fouda Salma Saleh Malak Selim Tia Sobhy | zawody drużynowe | 36,300     | 33,050               | 69,350     | 13.        | NQ      | NQ                   | NQ    | NQ      | [ 18 ] |

### Skoki na trampolinie
| Zawodnik    | Konkurencja | Eliminacje        | Eliminacje    | Eliminacje | Eliminacje | Eliminacje | Finał    | Finał     | Finał  | Finał  | Finał   | Finał   | Źródło |
| Zawodnik    | Konkurencja | Układ obowiązkowy | Układ dowolny | Kara       | Razem      | Pozycja    | Trudność | Wykonanie | Lot    | Kara   | Łącznie | Pozycja | Źródło |
| Zawodnik    | Konkurencja | Punkty            | Punkty        | Punkty     | Punkty     | Pozycja    | Punkty   | Punkty    | Punkty | Punkty | Punkty  | Pozycja | Źródło |
| ----------- | ----------- | ----------------- | ------------- | ---------- | ---------- | ---------- | -------- | --------- | ------ | ------ | ------- | ------- | ------ |
| Seif Sherif | mężczyźni   | 45,810            | 50,380        | 0,00       | 96,190     | 10.        | NQ       | NQ        | NQ     | NQ     | NQ      | NQ      | [ 19 ] |
| Malak Hamza | kobiety     | 45,225            | 49,495        | 0,00       | 94,720     | 9.         | NQ       | NQ        | NQ     | NQ     | NQ      | NQ      | [ 20 ] |

### Jeździectwo
| Zawodnik                                 | Konkurencja   | Koń                                          | Kwalifikacje | Kwalifikacje | Kwalifikacje | Kwalifikacje | Finał      | Finał       | Finał   | Pozycja | Źródło        |
| Zawodnik                                 | Konkurencja   | Koń                                          | Kary         | Kary         | Łącznie      | Pozycja      | Kary       | Kary        | Łącznie | Pozycja | Źródło        |
| Zawodnik                                 | Konkurencja   | Koń                                          | Przeszkody   | Limit czasu  | Łącznie      | Pozycja      | Przeszkody | Limit czasu | Łącznie | Pozycja | Źródło        |
| ---------------------------------------- | ------------- | -------------------------------------------- | ------------ | ------------ | ------------ | ------------ | ---------- | ----------- | ------- | ------- | ------------- |
| Nayel Nassar                             | indywidualnie | Igor van de Wittemoere                       | 0            | 0            | 0            | 1.           | 12         | 1           | 13      | 24.     | [ 21 ] [ 22 ] |
| Mouda Zeyada                             | indywidualnie | Galanthos SHK                                | 0            | 1            | 1            | 26.          | 8          | 0           | 8       | 19.     | [ 21 ] [ 22 ] |
| Abdel-Qader Saïd                         | indywidualnie | Bandit Savoie                                | 8            | 7            | 15           | 62.          | NQ         | NQ          | NQ      | 62.     | [ 21 ] [ 22 ] |
| Nayel Nassar Mouda Zeyada Mohamed Talaat | drużynowo     | Igor van de Wittemoere Galanthos SHK Darshan | 8 9 12       | 0            | 29           | 11.          | NQ         | NQ          | NQ      | DSQ     | [ 23 ] [ 24 ] |

### Judo
| Zawodnik             | Konkurencja | 1/32                | 1/16                | 1/8                  | Ćwierćfinał         | Półfinał            | Repasaże            | Finał / 3. miejsce  | Finał / 3. miejsce | Źródła |
| Zawodnik             | Konkurencja | Przeciwniczka Wynik | Przeciwniczka Wynik | Przeciwniczka Wynik  | Przeciwniczka Wynik | Przeciwniczka Wynik | Przeciwniczka Wynik | Przeciwniczka Wynik | Pozycja            | Źródła |
| -------------------- | ----------- | ------------------- | ------------------- | -------------------- | ------------------- | ------------------- | ------------------- | ------------------- | ------------------ | ------ |
| Mohamed Abdelmawgoud | -66 kg (m)  | N/A                 | Cargnin P 00-10     | NQ                   | NQ                  | NQ                  | NQ                  | NQ                  | 17.                | [ 25 ] |
| Mohamed Abdelaal     | -81 kg (m)  | Ungvári W 10-00     | Parlati P 00-11     | NQ                   | NQ                  | NQ                  | NQ                  | NQ                  | 17.                | [ 26 ] |
| Ramadan Darwish      | -100 kg (m) | N/A                 | Shah W 10-00        | Liparteliani P 00-10 | NQ                  | NQ                  | NQ                  | NQ                  | 9.                 | [ 27 ] |

### Kajakarstwo
| Zawodnik     | Konkurencja   | Eliminacje | Eliminacje | Ćwierćfinały | Ćwierćfinały | Półfinały | Półfinały | Finał A/B | Finał A/B | Pozycja | Źródło |
| Zawodnik     | Konkurencja   | Czas       | Pozycja    | Czas         | Pozycja      | Czas      | Pozycja   | Czas      | Pozycja   | Pozycja | Źródło |
| ------------ | ------------- | ---------- | ---------- | ------------ | ------------ | --------- | --------- | --------- | --------- | ------- | ------ |
| Momen Mahran | K-1 200 m (m) | 38,850     | 5.         | 37,836       | 4.           | NQ        | NQ        | NQ        | NQ        | NQ      | [ 28 ] |
| Samaa Ahmed  | K-1 200 m (k) | 47,272     | 7.         | 47,882       | 7.           | NQ        | NQ        | NQ        | NQ        | NQ      | [ 28 ] |
| Samaa Ahmed  | K-1 500 m (k) | 2:13,007   | 7.         | 2:06,033     | 5.           | NQ        | NQ        | NQ        | NQ        | NQ      | [ 28 ] |

### Karate
| Zawodnik          | Konkurencja          | Faza grupowa     | Faza grupowa     | Faza grupowa     | Faza grupowa     | Faza grupowa | Półfinały        | Finał            | Finał   | Źródło                                           |
| Zawodnik          | Konkurencja          | Przeciwnik Wynik | Przeciwnik Wynik | Przeciwnik Wynik | Przeciwnik Wynik | Pozycja      | Przeciwnik Wynik | Przeciwnik Wynik | Pozycja | Źródło                                           |
| ----------------- | -------------------- | ---------------- | ---------------- | ---------------- | ---------------- | ------------ | ---------------- | ---------------- | ------- | ------------------------------------------------ |
| Ali El-Sawy       | do 67 kg mężczyzn    | Sago 3:4         | Şamdan 1:4       | Farzaliyev 1:0   | Assadilov 1:3    | 3.           | NQ               | NQ               | 5.      | [ 29 ] [ 30 ] [ 31 ] [ 32 ] [ 33 ]               |
| Abdalla Abdelaziz | do 75 kg mężczyzn    | Hárspataki 2:2   | Nishimura 7:8    | Scott 6:7        | Horuna 4:1       | 5.           | NQ               | NQ               | 9.      | [ 34 ] [ 35 ] [ 36 ] [ 37 ] [ 38 ]               |
| Radwa Sayed       | do 55 kg kobiet      | Zhangbyrbay 2:7  | Terluha 0:1      | Miyahara 5:3     | Plank 1:3        | .            | NQ               | NQ               | 9.      | [ 39 ] [ 40 ] [ 41 ] [ 42 ] [ 43 ]               |
| Giana Farouk      | do 61 kg kobiet      | Grande 2:0       | Seŕohina 2:1     | Sadini 5:0       | Preković 1:1     | .            | Yin Xiaoyan 1:1  | NQ               | brąz    | [ 44 ] [ 45 ] [ 46 ] [ 47 ] [ 48 ] [ 49 ]        |
| Feryal Abdelaziz  | powyżej 61 kg kobiet | Gong Li 4:0      | Quirici 3:3      | Abbasali 7:9     | Matoub 0:0       | 1.           | Berultseva 5:4   | Zaretska 2:0     | złoto   | [ 50 ] [ 51 ] [ 52 ] [ 53 ] [ 54 ] [ 55 ] [ 56 ] |

### Kolarstwo

#### Kolarstwo torowe
| Zawodnik               | Konkurencja | Scratch | Scratch | Wyścig tempowy | Wyścig tempowy   | Wyścig tempowy | Wyścig eliminacyjny | Wyścig eliminacyjny | Wyścig punktowy | Wyścig punktowy | Wyścig punktowy | Suma punktów | Pozycja | Źródło |
| Zawodnik               | Konkurencja | Miejsce | Punkty  | Miejsce        | Punkty wyścigowe | Punkty         | Miejsce             | Punkty              | Sprint          | Okrążenia       | Miejsce         | Suma punktów | Pozycja | Źródło |
| ---------------------- | ----------- | ------- | ------- | -------------- | ---------------- | -------------- | ------------------- | ------------------- | --------------- | --------------- | --------------- | ------------ | ------- | ------ |
| Egipt Ebtissam Mohamed | kobiety     | 13.     | 16      | 6.             | – 40             | 6              | 17.                 | 8                   |                 | -20             | DNF             | DNF          | 18.     | [ 57 ] |

### Lekkoatletyka
| Zawodnik                     | Konkurencja        | Kwalifikacje | Kwalifikacje | Finał | Finał   | Źródło |
| Zawodnik                     | Konkurencja        | Wynik        | Miejsce      | Wynik | Miejsce | Źródło |
| ---------------------------- | ------------------ | ------------ | ------------ | ----- | ------- | ------ |
| Mostafa Amr Hassan           | pchnięcie kulą (m) | 21,23        | 6.           | 20,73 | 8.      | [ 58 ] |
| Mohamed Magdi Hamza          | pchnięcie kulą (m) | 19,82        | 25.          | NQ    | NQ      | [ 58 ] |
| Ihab Abd ar-Rahman as-Sajjid | rzut oszczepem (m) | 81,92        | 13.          | NQ    | NQ      | [ 59 ] |
| Mostafa El Gamel             | rzut młotem (m)    | 72,76        | 23.          | NQ    | NQ      | [ 60 ] |

### Łucznictwo
| Zawodnik                | Konkurencja       | Runda rankingowa | Runda rankingowa | 1/32               | 1/16             | 1/8              | Ćwierćfinały     | Półfinały        | Finał            | Finał   | Źródło               |
| Zawodnik                | Konkurencja       | Wynik            | Miejsce          | Przeciwnik Wynik   | Przeciwnik Wynik | Przeciwnik Wynik | Przeciwnik Wynik | Przeciwnik Wynik | Przeciwnik Wynik | Pozycja | Źródło               |
| ----------------------- | ----------------- | ---------------- | ---------------- | ------------------ | ---------------- | ---------------- | ---------------- | ---------------- | ---------------- | ------- | -------------------- |
| Youssof Tolba           | indywidualnie (m) | 645              | 56.              | Gańkin P 4-6       | NQ               | NQ               | NQ               | NQ               | NQ               | 33.     | [ 61 ] [ 62 ] [ 63 ] |
| Amal Adam               | indywidualnie (k) | 570              | 63.              | Jang Min-hee P 0-6 | NQ               | NQ               | NQ               | NQ               | NQ               | 33.     | [ 64 ] [ 65 ] [ 66 ] |
| Amal Adam Youssof Tolba | mikst             | 1215             | 29.              | N/A                | N/A              | NQ               | NQ               | NQ               | NQ               | 29.     | [ 67 ] [ 68 ]        |

### Pięciobój nowoczesny
| Zawodnik       | Konkurencja | Szermierka      | Szermierka | Szermierka | Pływanie | Pływanie | Pływanie | Jazda konna | Jazda konna | Kombinacja: strzelanie/bieg przełajowy | Kombinacja: strzelanie/bieg przełajowy | Kombinacja: strzelanie/bieg przełajowy | Suma punktów | Pozycja | Źródło |
| Zawodnik       | Konkurencja | Wynik (wygrane) | M.         | Punkty     | Czas     | M.       | Punkty   | M.          | Punkty      | Czas                                   | M.                                     | Punkty                                 | Suma punktów | Pozycja | Źródło |
| -------------- | ----------- | --------------- | ---------- | ---------- | -------- | -------- | -------- | ----------- | ----------- | -------------------------------------- | -------------------------------------- | -------------------------------------- | ------------ | ------- | ------ |
| Haydy Morsy    | kobiety     | 20              | 10.        | 221        | 2:24,35  | 33.      | 262      | 6.          | 293         | 13:07,69                               | 25.                                    | 513                                    | 1289         | 19.     | [ 69 ] |
| Amira Kandil   | kobiety     | 18              | 21.        | 199        | 2:15,14  | 16.      | 280      | 25.         | 250         | 13:28,34                               | 32.                                    | 492                                    | 1221         | 29.     | [ 69 ] |
| Ahmed El-Gendy | mężczyźni   | 18              | 15.        | 209        | 1:57,13  | 5.       | 316      | 18.         | 284         | 10:32,47                               | 2.                                     | 668                                    | 1477         | srebro  | [ 70 ] |
| Ahmed Hamed    | mężczyźni   | 16              | 23.        | 198        | 2:06,57  | 28.      | 297      | 19.         | 279         | 11:25,85                               | 20.                                    | 615                                    | 1387         | 24.     | [ 70 ] |

### Piłka nożna
- Reprezentacja mężczyzn

| - Mohamed El-Shenawy - Amar Hamdy - Karim Fouad - Osama Galal - Mohamed Abdel Salam - Ahmad Hidżazi - Salah Mohsen - Nasser Maher - Taher Mohamed - Ramadan Sobhi - Ibrahim Adel |  | - Akram Tawfik - Karim El Eraki - Ahmed Yasser Rayyan - Emam Ashour - Mahmoud Gad - Ahmed Ramadan - Mahmoud Hamdy - Abdel Rahman Magdy - Ahmed Abou El-Fotouh - Nasser Mansi - Mohamed Sobhy |

| Drużyna | Konkurencja      | Faza grupowa     | Faza grupowa     | Faza grupowa     | Faza grupowa | Ćwierćfinały     | Półfinały        | Finał mecz o 3. miejsce | Pozycja | Źródło |
| Drużyna | Konkurencja      | Przeciwnik Wynik | Przeciwnik Wynik | Przeciwnik Wynik | Pozycja      | Przeciwnik Wynik | Przeciwnik Wynik | Przeciwnik Wynik        | Pozycja | Źródło |
| ------- | ---------------- | ---------------- | ---------------- | ---------------- | ------------ | ---------------- | ---------------- | ----------------------- | ------- | ------ |
| Egipt   | turniej mężczyzn | Hiszpania 0:0    | Argentyna 0:1    | Australia 0:2    | 2.           | Brazylia 0:1     | NQ               | NQ                      | 8.      | [ 71 ] |

### Piłka ręczna
- Reprezentacja mężczyzn

| - Yahia Omar - Ahmed Hesham - Ibrahim El-Masry - Wisam Nawar - Omar El-Wakil - Yehia El-Deraa - Hassan Kaddah - Seif El-Deraa |  | - Ahmed El-Ahmar - Ahmed Mesilhy - Karim Handawy - Mohamed Mamdouh Shebib - Ali Zein - Mohammad Sanad - Mohamed El-Tayar |

| Drużyna | Konkurencja      | Faza grupowa     | Faza grupowa     | Faza grupowa     | Faza grupowa     | Faza grupowa     | Faza grupowa | Ćwierćfinały     | Półfinały        | Finał mecz o 3. miejsce | Pozycja | Źródło        |
| Drużyna | Konkurencja      | Przeciwnik Wynik | Przeciwnik Wynik | Przeciwnik Wynik | Przeciwnik Wynik | Przeciwnik Wynik | Pozycja      | Przeciwnik Wynik | Przeciwnik Wynik | Przeciwnik Wynik        | Pozycja | Źródło        |
| ------- | ---------------- | ---------------- | ---------------- | ---------------- | ---------------- | ---------------- | ------------ | ---------------- | ---------------- | ----------------------- | ------- | ------------- |
| Egipt   | turniej mężczyzn | Portugalia 37:31 | Dania 27:32      | Japonia 33:29    | Szwecja 27:22    | Bahrajn 28:27    | 2.           | Niemcy 31:26     | Francja 23:27    | Hiszpania 31:33         | 4.      | [ 72 ] [ 73 ] |

### Pływanie
| Zawodnik         | Konkurencja          | Eliminacje | Eliminacje | Półfinał | Półfinał | Finał | Finał   | Źródło        |
| Zawodnik         | Konkurencja          | Czas       | Miejsce    | Czas     | Miejsce  | Czas  | Miejsce | Źródło        |
| ---------------- | -------------------- | ---------- | ---------- | -------- | -------- | ----- | ------- | ------------- |
| Ali Khalafalla   | 50 m dowolnym (m)    | 22,22      | 24.        | NQ       | NQ       | NQ    | NQ      | [ 74 ]        |
| Ali Khalafalla   | 100 m dowolnym (m)   | 49,31      | 30.        | NQ       | NQ       | NQ    | NQ      | [ 75 ]        |
| Marwan El-Kamash | 400 m dowolnym (m)   | 3:46,94    | 14.        | N/A      | N/A      | NQ    | NQ      | [ 76 ]        |
| Marwan El-Kamash | 800 m dowolnym (m)   | 7:52,76    | 16.        | N/A      | N/A      | NQ    | NQ      | [ 77 ]        |
| Marwan El-Kamash | 1500 m dowolnym (m)  | DNS        | DNS        | N/A      | N/A      | NQ    | NQ      | [ 78 ]        |
| Youssef Ramadan  | 100 m motylkowym (m) | 51,67      | 14.        | 52,27    | 16.      | NQ    | NQ      | [ 79 ] [ 80 ] |
| Farida Osman     | 50 m dowolnym (k)    | 25,13      | 24.        | NQ       | NQ       | NQ    | NQ      | [ 81 ]        |
| Farida Osman     | 100 m dowolnym (k)   | 55,74      | 33.        | NQ       | NQ       | NQ    | NQ      | [ 82 ]        |
| Farida Osman     | 100 m motylkowym (k) | 58,69      | 20.        | NQ       | NQ       | NQ    | NQ      | [ 83 ]        |

### Skoki do wody
| Zawodnik    | Konkurencja                      | Preliminacje | Preliminacje | Półfinał | Półfinał | Finał  | Finał   | Źródło               |
| Zawodnik    | Konkurencja                      | Punkty       | Miejsce      | Punkty   | Miejsce  | Punkty | Miejsce | Źródło               |
| ----------- | -------------------------------- | ------------ | ------------ | -------- | -------- | ------ | ------- | -------------------- |
| Mohab Ishak | trampolina 3 m indywidualnie (m) | 422,75       | 12.          | 408,85   | 11.      | 393,15 | 11.     | [ 84 ] [ 85 ] [ 86 ] |
| Mohab Ishak | wieża 10 m indywidualnie (m)     | 318,55       | 23.          | NQ       | NQ       | NQ     | NQ      | [ 87 ]               |
| Maha Gouda  | wieża 10 m indywidualnie (k)     | 275,30       | 20.          | NQ       | NQ       | NQ     | NQ      | [ 88 ]               |

### Strzelectwo
| Zawodnik                           | Konkurencja                         | Kwalifikacje | Kwalifikacje | Finał | Finał   | Źródło        |
| Zawodnik                           | Konkurencja                         | Wynik        | Pozycja      | Wynik | Pozycja | Źródło        |
| ---------------------------------- | ----------------------------------- | ------------ | ------------ | ----- | ------- | ------------- |
| Youssef Helmy Makkar               | karabin pneumatyczny (m)            | 612,0        | 45.          | NQ    | NQ      | [ 89 ] [ 90 ] |
| Osama El-Saeid                     | karabin pneumatyczny (m)            | 618,8        | 42.          | NQ    | NQ      | [ 89 ] [ 90 ] |
| Osama El-Saeid                     | karabin małokalibrowy 3 postawy (m) | 1139-37x     | 38.          | NQ    | NQ      | [ 91 ] [ 92 ] |
| Alzahraa Shaban                    | karabin pneumatyczny (k)            | 620,0        | 38.          | NQ    | NQ      | [ 93 ]        |
| Alzahraa Shaban                    | karabin małokalibrowy 3 postawy (k) | 1138-36x     | 35.          | NQ    | NQ      | [ 94 ]        |
| Alzahraa Shaban Osama El-Saeid     | karabin pneumatyczny (mikst)        | 617,5        | 28.          | NQ    | NQ      | [ 95 ]        |
| Samy Abdel Razek                   | pistolet pneumatyczny (m)           | 567-11x      | 31.          | NQ    | NQ      | [ 96 ]        |
| Radwa Abdel Latif                  | pistolet pneumatyczny (k)           | 560-13x      | 40.          | NQ    | NQ      | [ 97 ]        |
| Hala El-Gohari                     | pistolet pneumatyczny (k)           | 560-12x      | 41.          | NQ    | NQ      | [ 97 ]        |
| Radwa Abdel Latif Samy Abdel Razek | pistolet pneumatyczny (mikst)       | 563-11x      | 18.          | NQ    | NQ      | [ 98 ]        |
| Maggy Ashmawy                      | trap (k)                            | 113          | 22.          | NQ    | NQ      | [ 99 ]        |
| Azmy Mehelba                       | skeet (m)                           | 120          | 19.          | NQ    | NQ      | [ 100 ]       |
| Mostafa Hamdy                      | skeet (m)                           | 112          | 29.          | NQ    | NQ      | [ 100 ]       |
| Abdel-Aziz Mehelba                 | trap (m)                            | 121          | 16.          | NQ    | NQ      | [ 101 ]       |
| Ahmed Zaher                        | trap (m)                            | 120          | 19.          | NQ    | NQ      | [ 101 ]       |
| Maggy Ashmawy Abdel Aziz Mehelba   | trap mikst                          | 138          | 16.          | NQ    | NQ      | [ 102 ]       |

### Szermierka
| Zawodnik                                                           | Konkurencja              | 1/32             | 1/16                 | 1/8                | Ćwierćfinały                          | Półfinały         | Finał/o 3. miejsce | Finał/o 3. miejsce | Źródło  |
| Zawodnik                                                           | Konkurencja              | Przeciwnik Wynik | Przeciwnik Wynik     | Przeciwnik Wynik   | Przeciwnik Wynik                      | Przeciwnik Wynik  | Przeciwnik Wynik   | Pozycja            | Źródło  |
| ------------------------------------------------------------------ | ------------------------ | ---------------- | -------------------- | ------------------ | ------------------------------------- | ----------------- | ------------------ | ------------------ | ------- |
| Ala ad-Din Abu al-Kasim                                            | floret indywidualnie (m) | Bye              | Kleibrink W 15-11    | Mylnikow W 15-12   | Shikine P 4-15                        | NQ                | NQ                 | 6.                 | [ 103 ] |
| Mohamed Hassan                                                     | floret indywidualnie (m) | Bye              | Garozzo P 6-15       | NQ                 | NQ                                    | NQ                | NQ                 | 29.                | [ 103 ] |
| Mohamed Hamza                                                      | floret indywidualnie (m) | Bye              | Mepstead W 15-13     | Cassarà W 15-13    | Choupenitch P 9-15                    | NQ                | NQ                 | 7.                 | [ 103 ] |
| Ala ad-Din Abu al-Kasim Mohamed Hassan Mohamed Hamza Youssef Sanaa | floret drużynowo (m)     | N/A              | N/A                  | Bye                | Francja · P 34-45                     | Włochy · P 30-45  | Hongkong · P 21-45 | 8.                 | [ 104 ] |
| Mohamed Amer                                                       | szabla indywidualnie (m) | Bye              | Homer W 15-11        | Oh Sang-uk P 9-15  | NQ                                    | NQ                | NQ                 | 12.                | [ 105 ] |
| Ziad El-Sissy                                                      | szabla indywidualnie (m) | Bye              | Rieszetnikow W 15-10 | Bazadze P 12-15    | NQ                                    | NQ                | NQ                 | 14.                | [ 105 ] |
| Mohab Samer                                                        | szabla indywidualnie (m) | Bye              | Bazadze P 10-15      | NQ                 | NQ                                    | NQ                | NQ                 | 28.                | [ 105 ] |
| Mohamed Amer Ziad El-Sissy Mohab Samer Medhat Moataz               | szabla drużynowo (m)     | N/A              | N/A                  | Japonia · W 45-32  | Korea Południowa · P 39-45            | Rosja · W 45-41   | Iran · W 45-24     | 5.                 | [ 106 ] |
| Mohamed El-Sayed                                                   | szpada indywidualnie (m) | Bye              | Borel W 15-11        | Lan Minghao W 15-9 | Rejzlin P 13-15                       | NQ                | NQ                 | 8.                 | [ 107 ] |
| Noha Hany                                                          | floret indywidualnie (k) | Bye              | Chen Qingyuan P 6-15 | NQ                 | NQ                                    | NQ                | NQ                 | 26.                | [ 108 ] |
| Yara El-Sharkawy                                                   | floret indywidualnie (k) | Bye              | Errigo P 2-15        | NQ                 | NQ                                    | NQ                | NQ                 | 27.                | [ 108 ] |
| Noura Mohamed                                                      | floret indywidualnie (k) | Bye              | Ueno P 5-15          | NQ                 | NQ                                    | NQ                | NQ                 | 28.                | [ 108 ] |
| Noha Hany Yara El-Sharkawy Noura Mohamed Mariam El-Zoheiry         | floret drużynowo (k)     | N/A              | N/A                  | N/A                | Rosyjski Komitet Olimpijski · P 21-45 | Japonia · P 27-45 | Węgry · P 28-45    | 8.                 | [ 109 ] |
| Nada Hafez                                                         | szabla indywidualnie (k) | Bye              | Kim Ji-yeon W 15-10  | NQ                 | NQ                                    | NQ                | NQ                 | 29.                | [ 110 ] |

### Taekwondo
| Zawodnik           | Konkurencja     | 1/8                | Ćwierćfinał      | Półfinał         | Repesaż          | Finał / 3. miejsce | Finał / 3. miejsce | Źródło  |
| Zawodnik           | Konkurencja     | Przeciwnik Wynik   | Przeciwnik Wynik | Przeciwnik Wynik | Przeciwnik Wynik | Przeciwnik Wynik   | Pozycja            | Źródło  |
| ------------------ | --------------- | ------------------ | ---------------- | ---------------- | ---------------- | ------------------ | ------------------ | ------- |
| Abdelrahman Wael   | -68 kg mężczyzn | Pérez W 22-20      | Husić P 7-8      | NQ               | NQ               | NQ                 | 9.                 | [ 111 ] |
| Seif Eissa         | -80 kg mężczyzn | Marton W 11-1      | Alessio W 6-5    | Chramcow P 1-13  | N/A              | Ordemann W 12-4    | brąz               | [ 112 ] |
| Nour Abdelsalam    | -49 kg kobiet   | Yıldırım P 20-21   | NQ               | NQ               | NQ               | NQ                 | 11.                | [ 113 ] |
| Hidaja Malak Wahba | -67 kg kobiet   | Wiet-Hénin W 11-10 | Williams P 12-13 | NQ               | Paseka W 19-0    | McPherson W 17-6   | brąz               | [ 114 ] |

### Tenis stołowy
| Zawodnik                                        | Konkurencja           | Eliminacje       | Runda 1            | Runda 2          | Runda 3          | 1/8 finału                    | Ćwierćfinały     | Półfinały        | Finał            | Finał   | Źródło  |
| Zawodnik                                        | Konkurencja           | Przeciwnik Wynik | Przeciwnik Wynik   | Przeciwnik Wynik | Przeciwnik Wynik | Przeciwnik Wynik              | Przeciwnik Wynik | Przeciwnik Wynik | Przeciwnik Wynik | Pozycja | Źródło  |
| ----------------------------------------------- | --------------------- | ---------------- | ------------------ | ---------------- | ---------------- | ----------------------------- | ---------------- | ---------------- | ---------------- | ------- | ------- |
| Ahmed Saleh                                     | gra pojedyncza (m)    | N/A              | N/A                | Gionis P 1-4     | NQ               | NQ                            | NQ               | NQ               | NQ               | 33.     | [ 115 ] |
| Omar Assar                                      | gra pojedyncza (m)    | N/A              | N/A                | Omar Assar W 4-3 | Falck W 4-3      | Chuang Chih-yuan W 4-3        | Ma Long P 1-4    | NQ               | NQ               | 5.      | [ 115 ] |
| Omar Assar Ahmed Saleh Khalid Assar             | turniej drużynowy (m) | N/A              | N/A                | N/A              | N/A              | Chiny · P 0-3                 | NQ               | NQ               | NQ               | 9.      | [ 116 ] |
| Dina Meshref                                    | gra pojedyncza (k)    | N/A              | N/A                | Partyka W 4-2    | Eerland P 3-4    | NQ                            | NQ               | NQ               | NQ               | 17.     | [ 117 ] |
| Yousra Abdel Razek                              | gra pojedyncza (k)    | N/A              | Jia Nan Yuan P 0-4 | NQ               | NQ               | NQ                            | NQ               | NQ               | NQ               | 49.     | [ 117 ] |
| Dina Meshref Yousra Abdel Razek Farah Abdelaziz | turniej drużynowy (k) | N/A              | N/A                | N/A              | N/A              | Rumunia · P 0-3               | NQ               | NQ               | NQ               | 9.      | [ 118 ] |
| Omar Assar Dina Meshref                         | turniej mieszany      | N/A              | N/A                | N/A              | N/A              | Lee Sang-su Jeon Ji-hee P 1-4 | NQ               | NQ               | NQ               | 9.      | [ 119 ] |

### Tenis ziemny
| Zawodnik       | Konkurencja | Pierwsza runda            | Druga runda      | Trzecia runda    | Ćwierćfinały     | Półfinały        | Finał            | Finał   | Źródło  |
| Zawodnik       | Konkurencja | Przeciwnik Wynik          | Przeciwnik Wynik | Przeciwnik Wynik | Przeciwnik Wynik | Przeciwnik Wynik | Przeciwnik Wynik | Pozycja | Źródło  |
| -------------- | ----------- | ------------------------- | ---------------- | ---------------- | ---------------- | ---------------- | ---------------- | ------- | ------- |
| Mohamed Safwat | singiel (m) | Galán P 0-2 (5:7, 1:6)    | NQ               | NQ               | NQ               | NQ               | NQ               | 33.     | [ 120 ] |
| Majar Szarif   | singiel (k) | Peterson P 0-2 (5:7, 6:7) | NQ               | NQ               | NQ               | NQ               | NQ               | 33.     | [ 121 ] |

### Triathlon
| Zawodnik           | Konkurencja | Pływanie | Zmiana 1 | Jazda na rowerze | Zmiana 2         | Bieg             | Czas             | Pozycja          | Źródło  |
| ------------------ | ----------- | -------- | -------- | ---------------- | ---------------- | ---------------- | ---------------- | ---------------- | ------- |
| Basmla ElSalamoney | kobiety     | 20:41    | 0:50     | strata okrążenia | strata okrążenia | strata okrążenia | strata okrążenia | strata okrążenia | [ 122 ] |

### Wioślarstwo
| Zawodnik             | Konkurencja | Eliminacje | Eliminacje | Repasaż | Repasaż | Ćwierćfinały | Ćwierćfinały | Półfinały            | Półfinały | Finał           | Finał | Miejsce | Źródło  |
| Zawodnik             | Konkurencja | Czas       | M.         | Czas    | M.      | Czas         | M.           | Czas                 | M.        | Czas            | M.    | Miejsce | Źródło  |
| -------------------- | ----------- | ---------- | ---------- | ------- | ------- | ------------ | ------------ | -------------------- | --------- | --------------- | ----- | ------- | ------- |
| Abdelkhalek El-Banna | M1x         | 7:03,44    | 3.         | N/A     | N/A     | 7:32,86      | 5.           | 6:58,84 Półfinał C/D | 2.        | 7:00,72 Finał C | 2.    | 14.     | [ 123 ] |

### Zapasy
| Zawodnik                           | Konkurencja                     | 1/16             | 1/8                 | Ćwierćfinał      | Półfinał         | Repesaż 1         | Finał            | Finał   | Źródło  |
| Zawodnik                           | Konkurencja                     | Przeciwnik Wynik | Przeciwnik Wynik    | Przeciwnik Wynik | Przeciwnik Wynik | Przeciwnik Wynik  | Przeciwnik Wynik | Pozycja | Źródło  |
| ---------------------------------- | ------------------------------- | ---------------- | ------------------- | ---------------- | ---------------- | ----------------- | ---------------- | ------- | ------- |
| Hajsam Mahmud                      | -60 kg mężczyzn styl klasyczny  | N/A              | Jemielin P 6-7      | NQ               | NQ               | NQ                | NQ               | 9.      | [ 124 ] |
| Muhammad Ibrahim as-Sajjid Ibrahim | -67 kg mężczyzn styl klasyczny  | N/A              | Ryu Han-su W 7-6    | Aslanian W 7-7   | Nasibow P 6-7    | N/A               | Surkow W 1-1     | brąz    | [ 125 ] |
| Muhammad Mustafa Mutawalli         | -87 kg mężczyzn styl klasyczny  | N/A              | Maskiewicz W 9-1    | Grégorich W 4-0  | Lőrincz P 2-9    | N/A               | Kudla P 1-8      | 5.      | [ 126 ] |
| Abd al-Latif Muhammad Ahmad        | -130 kg mężczyzn styl klasyczny | N/A              | Siemionow P 1-3     | NQ               | NQ               | NQ                | NQ               | 9.      | [ 127 ] |
| Amr Rida Ramadan Husajn            | -74 kg mężczyzn styl wolny      | N/A              | Rybicki W 6-1       | Kajsanow P 5-8   | NQ               | NQ                | NQ               | 7.      | [ 128 ] |
| Dija ad-Din Kamal Dżauda           | -125 kg mężczyzn styl wolny     | N/A              | Petriaszwili P 0-11 | NQ               | NQ               | Deng Zhiwei P 2-7 | NQ               | 10.     | [ 129 ] |
| Inas Mustafa Jusuf                 | -68 kg kobiet styl wolny        | N/A              | Schell P 0-7        | NQ               | NQ               | NQ                | NQ               | 14.     | [ 130 ] |
| Samar Amir Ibrahim Hamza           | -76 kg kobiet styl wolny        | N/A              | Worobjowa P 1-12    | NQ               | NQ               | NQ                | NQ               | 10.     | [ 131 ] |

### Żeglarstwo
| Zawodnik       | Konkurencja  | Wyścig | Wyścig | Wyścig | Wyścig | Wyścig | Wyścig | Wyścig | Wyścig | Wyścig | Wyścig | Wyścig | Wyścig | Wyścig | Punkty | Finałowa pozycja | Źródło  |
| Zawodnik       | Konkurencja  | 1      | 2      | 3      | 4      | 5      | 6      | 7      | 8      | 9      | 10     | 11     | 12     | M*     | Punkty | Finałowa pozycja | Źródło  |
| -------------- | ------------ | ------ | ------ | ------ | ------ | ------ | ------ | ------ | ------ | ------ | ------ | ------ | ------ | ------ | ------ | ---------------- | ------- |
| Khouloud Mansy | Laser Radial | 36     | 39     | 43     | 42     | 43     | 36     | 45 BFD | 40     | 36     | 32     | N/A    | N/A    | NQ     | 347    | 41.              | [ 132 ] |
| Aly Badawy     | Laser        | 32     | 33     | 31     | 34     | 33     | 30     | 31     | 33     | 33     | 27     | N/A    | N/A    | NQ     | 283    | 34.              | [ 133 ] |

M – Wyścig medalowy